# Diastata falcata
Diastata falcata är en tvåvingeart som beskrevs av Barraclough 1992. Diastata falcata ingår i släktet Diastata och familjen sumpskogsflugor. Inga underarter finns listade i Catalogue of Life.